# Gouvernement Abyan
Abyan (arabisch أبين, DMG Abyan) ist eines der 22 Gouvernements des Jemen. Es liegt im Süden des Landes.
Abyan hat eine Fläche von 21.939 km² und rund 624.000 Einwohner (Stand: 2017). Das ergibt eine Bevölkerungsdichte von 28 Einwohnern pro km².